# Проше, Мелоди
Мелоди Проше (род. 3 апреля, 1987) — французская исполнительница. Она является вокалисткой и автором песен своего музыкального проекта Melody’s Echo Chamber. Музыкальный стиль Проше был описан как дрим-поп, спейс-рок, психоделический рок и шугейз. Музыкальные критики сравнивают её творчество с творчеством Stereolab, Broadcast, и Cocteau Twins.

## Биография
Мелоди Проше родилась и выросла в Puyricard, Франция. У неё было музыкальное воспитание, в юном возрасте она училась играть на фортепиано и альте, последний из которых, по её словам, повлиял на её «оркестровый» подход к написанию песен.

## Личная жизнь
27 июня 2017 года семья Проше сделала заявление о том, что она попала в серьёзную аварию и должна будет находиться в больнице в течение нескольких месяцев, что привело к отмене её предстоящего тура. Позже её семья представила обновленную информацию о том, что у неё была аневризма головного мозга и сломаны позвонки. Больше никаких подробностей о несчастном случае не было опубликовано. Из-за этого происшествия дата выхода альбома Bon Voyage, первоначально запланированная на весну 2017 года, была перенесена на июнь 2018 года.

## Дискография

### Альбомы

#### My Bee’s Garden
- 2010 — Hunt The Sleeper

#### The Narcoleptic Dancers
- 2011 — Never Sleep

#### Melody’s Echo Chamber
- 2012 — Melody’s Echo Chamber
- 2018 — Bon Voyage[англ.]
- 2022 — Emotional Eternal[8]